# Niedersächsisches Ministerium für Bundes- und Europaangelegenheiten und Regionale Entwicklung
Das Niedersächsische Ministerium für Bundes- und Europaangelegenheiten und Regionale Entwicklung war ein Ministerium des Landes Niedersachsen mit Sitz in Hannover. Im Ergebnis der Landtagswahl in Niedersachsen 2017 ging es aus den Abteilungen Europa und Internationale Zusammenarbeit sowie Regionale Landesentwicklung und EU-Förderung der Niedersächsischen Staatskanzlei als eigenständiges Ministerium hervor. Mit der Bildung des Kabinetts Lies im Mai 2025 wurde das Ministerium aufgelöst; die Zuständigkeitsbereiche gingen wieder auf die Staatskanzlei über.
Letzte Ministerin war Wiebke Osigus. Eine vollständige Auflistung der Minister für Europaangelegenheiten findet sich unter Liste der Europaminister von Niedersachsen.

## Aufgaben
Die Aufgaben umfassten unter anderem die Vertretung des Landes Niedersachsens beim Bund und der Europäischen Union, wofür jeweils eine Abteilung des Ministeriums verantwortlich war. Die Ministerin war gleichzeitig die Bevollmächtigte des Landes Niedersachsens beim Bund, die Vertretung des Landes Niedersachsen beim Bund fungierte als Abteilung des Ministeriums. Außerdem war das Ministerium zuständig für die regionale Entwicklung des Landes und damit verbunden für die Bereitstellung von EU-Fördermitteln.

## Organisation
Das Ministerium war neben dem Büro der Ministerin und des Staatssekretärs sowie der Pressestelle in drei Abteilungen und eine Referatsgruppe gegliedert:
- Abteilung 1 – Regionale Entwicklung, EU-Förderung
- Abteilung 2 – Europa
- Abteilung 3 – Vertretung des Landes Niedersachsen beim Bund, Dienststellenleitung
- Referatsgruppe Z – Zentrale Aufgaben

## Geschichte
Das Niedersächsische Ministerium für Bundesangelegenheiten, Vertriebene und Flüchtlinge ging im Zuge der Eingliederung der Vertretung des Landes Niedersachsen beim Bund im Jahr 1964 aus dem Niedersächsischen Ministerium für Flüchtlingsangelegenheiten hervor, das bereits im Jahr 1948 errichtet worden war. Mit der Auflösung der Geschäftsbereiche für Vertriebene und Flüchtlinge im Jahr 1972, wurde es als Ministerium für Bundesangelegenheiten weitergeführt. Im Jahr 1986 wurde es um den Geschäftsbereich Europapolitik erweitert und bestand bis zu seiner vorläufigen Auflösung als eigenständiges Ministerium für Bundes- und Europangelegenheiten.
Die Geschäftsbereiche wurden im Jahr 1994 der Staatskanzlei und dem Innenministerium sowie im Jahr 1996 der Bereich Europaangelegenheiten dem Justizministerium zugeordnet. Unter Ministerpräsident Gerhard Schröder wurden die Geschäftsbereiche im Jahr 1999 in der Staatskanzlei zusammengeführt bis zum Regierungswechsel im Jahr 2003 durch Wolfgang Senff als Europaminister repräsentiert. Die Geschäftsbereiche wurden im Jahr 2013 um den Bereich Regionale Landesentwicklung erweitert und von Staatssekretär Michael Rüter als Bevollmächtigter des Landes Niedersachsen beim Bund sowie von Birgit Honé als Sonderstaatssekretärin für Regionalpolitik verantwortet.

## Kritik
Das Ministerium wurde nach der Landtagswahl 2017 aus Paritätsgründen wieder errichtet, damit sowohl CDU als auch SPD über je fünf Ministerien verfügten. Laut Angaben des Niedersächsischen Ministeriums für Bundes- und Europaangelegenheiten und Regionale Entwicklung selbst, entstanden durch die Neugründungen 2017 31 neue Stellen. Die Personalkosten betrugen seitdem rund 2,27 Millionen Euro.
2020 kritisierte der Niedersächsische Landesrechnungshof die Schaffung des Ministeriums. Aus Sicht dieses wurden dort vor allem schon vorhandene Fachbereiche gebündelt und die damit verbundene Schaffung neuer Stellen wäre unnötig gewesen.